# Serixia nigripennis
Serixia nigripennis är en skalbaggsart som beskrevs av Stefan von Breuning 1955. Serixia nigripennis ingår i släktet Serixia och familjen långhorningar. Inga underarter finns listade i Catalogue of Life.